# Vallon de la Jarjatte
Le vallon de la Jarjatte est une vallée dans laquelle coule le torrent du Buëch, lequel prend sa source à l'est du col de la Croix-Haute, sous le rebord ouest du massif du Dévoluy. Ce site naturel classé est situé dans le département de la Drôme en région Auvergne-Rhône-Alpes.

## Toponymie
Selon Guillaume Barbier, auteur d'une recherche sur les toponymies du Vercors, ce toponyme serait constitué d'un redoublement du terme jar signifiant « pierre » et du suffixe -tte signifiant « petite ». Il désigne plusieurs hameaux de la région du Vercors, tous situés sur des sols rocheux. Selon Pierre Gastal, ancien professeur d’histoire-géographie en lycée et auteur d'un site sur les noms de lieux en France, ce toponymie serait lié à l'existence d'un terrain envahi de jargeats, autre nom de la vesce sauvage, une plante nuisible.

## Géographie

### Hydrographie
Le Buëch (dénommé Grand Buëch, par opposition au Petit Buëch) prend sa source à l'est du col de la Croix-Haute, sous le rebord ouest du massif du Dévoluy, avant de traverser le vallon de la Jarjatte vers le sud-ouest jusqu'au bourg de Lus-la-Croix-Haute.

### Situation et accès

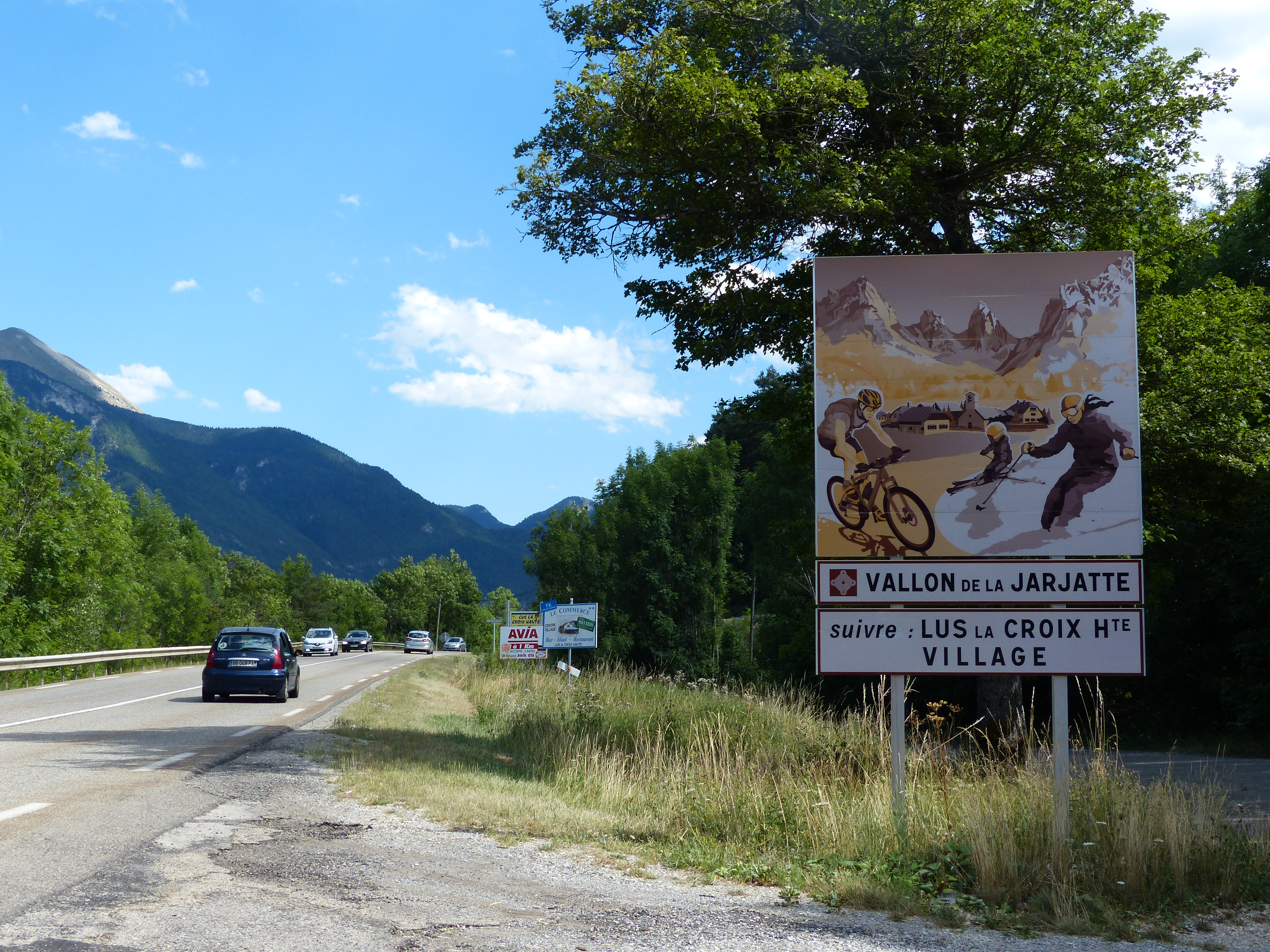
Panneau d'accès au vallon de la Jarjatte sur la RD 1075.

Situé dans la partie orientale du département de la Drôme, le site du vallon de la Jarajatte s'inscrit dans le domaine du parc naturel régional du Vercors.
Le hameau de la Jarjatte et son vallon se trouvent à l'est du bourg central de Lus-La-Croix-Haute et au sud du col de la Croix-Haute. Il est relié au bourg et à la route départementale 1075 (qui relie Grenoble à Sisteron) par la route départementale 505, unique route de la vallée. La vallée est située dans la Drôme, en limite des départements de l'Isère et des Hautes-Alpes.
Le vallon est accessible par le sentier de grande randonnées (GRP « tour du Dévoluy ») qui permet de découvrir la petite station de ski de Lus-La Jarjatte, dans le hameau du même nom.

### Géologie
Le hameau et le vallon de la Jarjatte se trouvent entre un groupe de petites montagnes culminant à la pointe Feuillette, au nord-ouest, et les aiguilles de Lus (tête de Vachère et roc de Garnesier), au sud-est et qui constituent la terminaison méridionale, mais la plus découpée par l'érosion, du chaînon de l'Obiou. La surface de base du Sénonien se creuse en décrivant une poche assez profonde dans les couches du Barrémien, indiquant que ces couches sénoniennes se sont déposées là en remplissant une ancienne vallée sous-marine.

## Patrimoine naturel
Le vallon abrite une zone naturelle d’intérêt écologique, faunistique et floristique (ZNIEFF). Positionnée entre de hautes crêtes rocheuses, cette vallée alpine, encore sauvage, est présentée par le site l'INPN comme ayant un « caractère exceptionnel ». Située aux confins du haut-Diois, elle est située à la croisée des influences climatiques alpines, continentales et méditerranéennes. Le site abrite de multiples espèces rares dont beaucoup sont protégées.